# Sint-Nicolaaskerk (Vejle)
De Sint-Nicolaaskerk (Deens: Sct. Nicolai Kirke) is een luthers kerkgebouw in Vejle, Denemarken. Het betreft de oudste kerk van de plaats en het was tot 1907 de enige parochiekerk van de stad.
De van rode baksteen opgetrokken Nicolaaskerk stamt voor een groot deel uit de 19e eeuw en werd op een plaats gebouwd waar eerder een middeleeuwse kerk stond. Bijzonder in de kerk is een veenlijk uit de ijzertijd, de vrouw van Haraldskær, die in een eiken kist wordt opgebaard.
Bij de kerk staat een standbeeld van de Deense priester Anders Sørensen Vedel.

## Geschiedenis

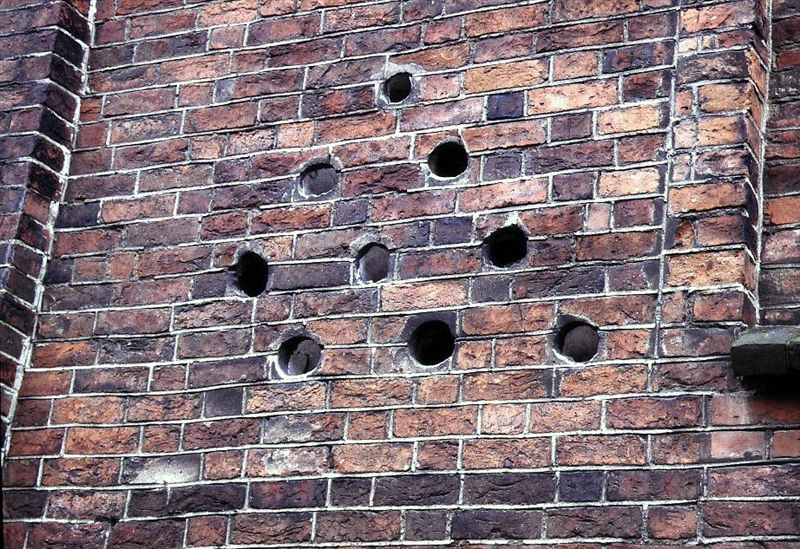
Muur met holtes voor de schedels van 23 onthoofde rovers

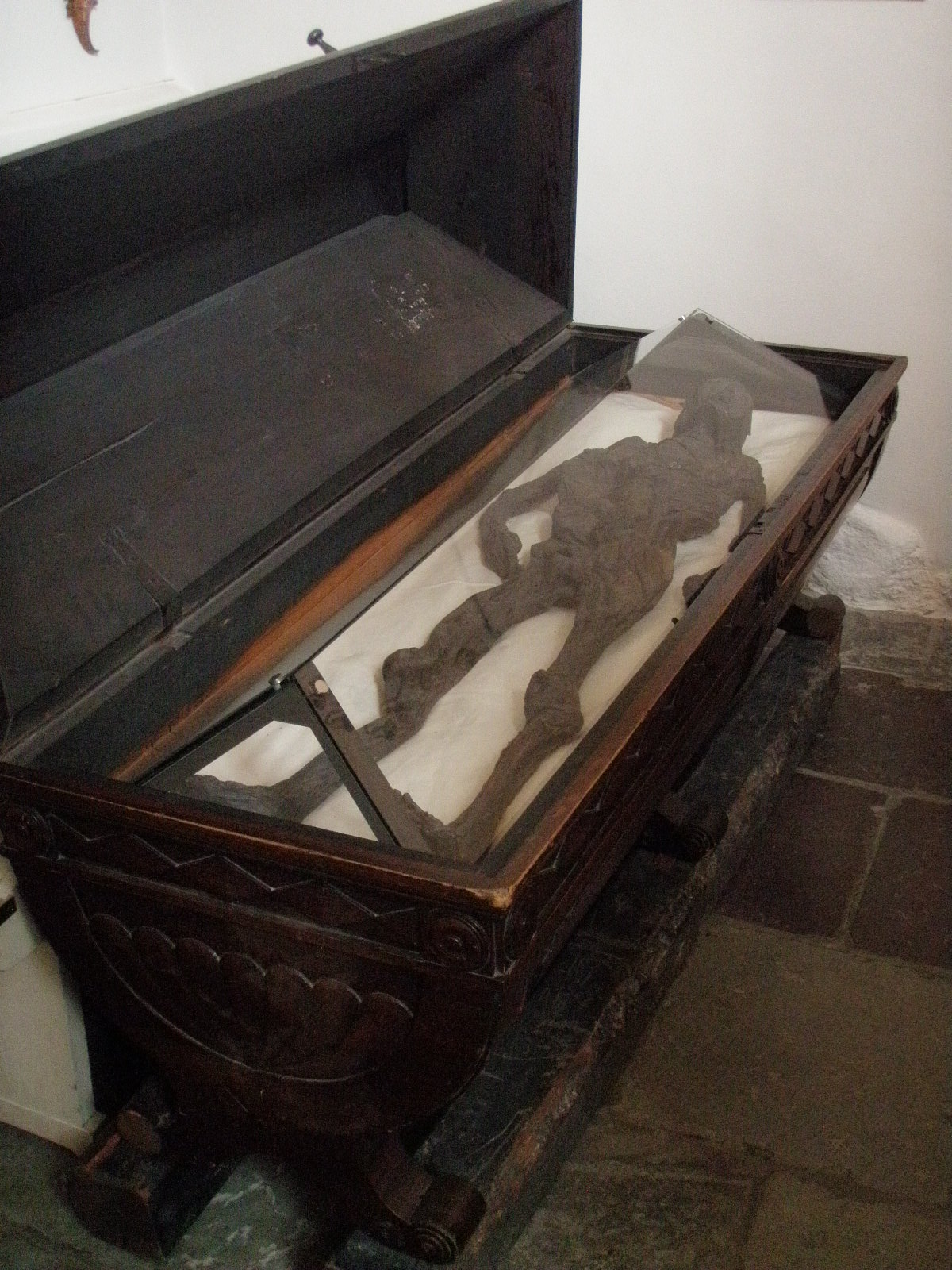
Veenlijk van de vrouw van Haraldskær

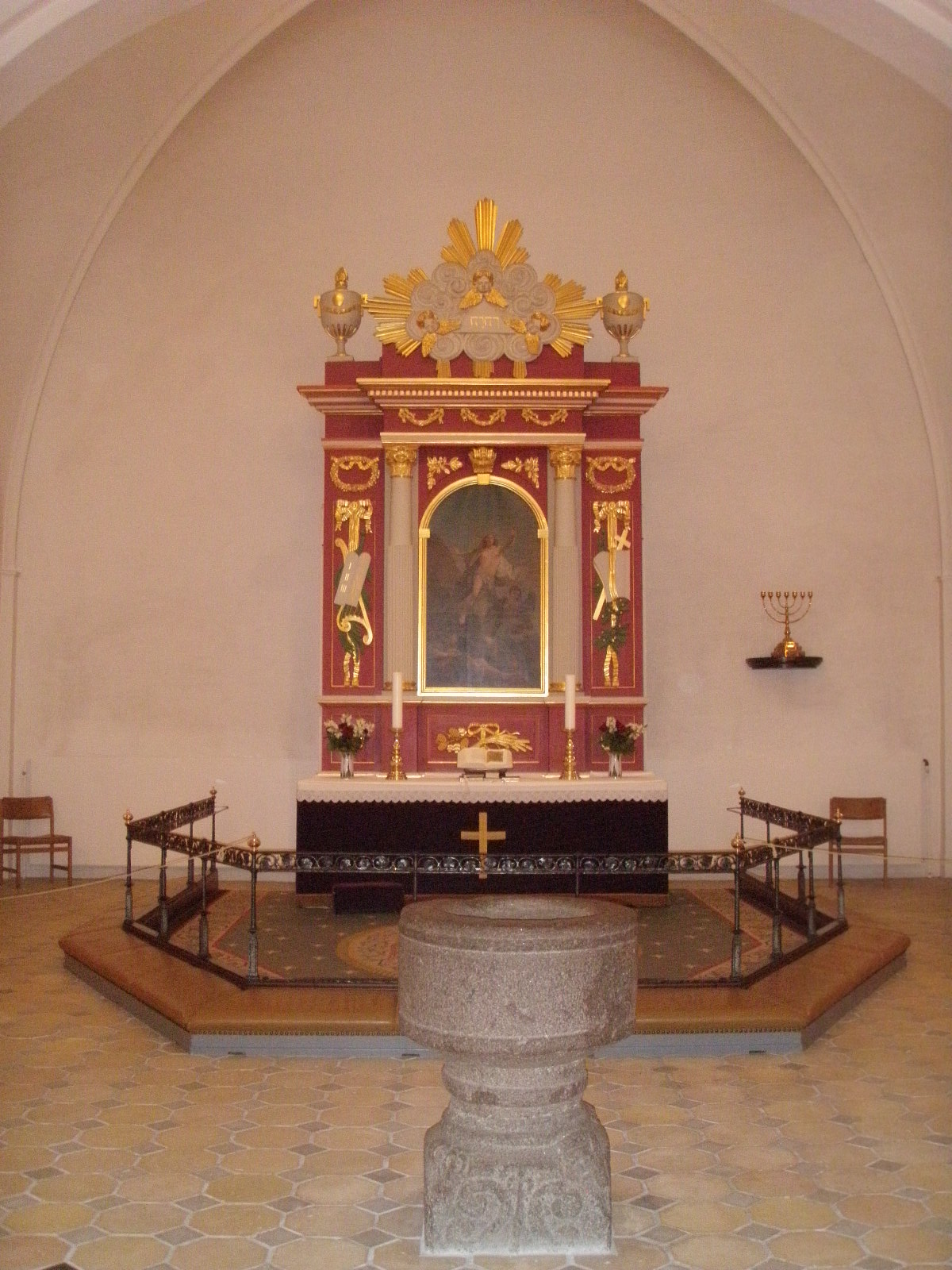
Altaar

Er wordt van uitgegaan dat de vroegste voorganger van het huidige kerkgebouw in de eerste helft van de 13 eeuw werd gebouwd. Een eerste vermelding van de kerk vond plaats in samenhang met de in maart 1256 onder het voorzitterschap van de aartsbisschop van Lund, Jakob Erlandsen, in Velje bijeengekomen synode. Tegelijkertijd werd in het overgeleverde document ook de stad zelf voor het eerst in een document vastgelegd.
Het middeleeuwse bouwwerk bestond uit slechts twee schepen en een kleinere toren. Rond 1518, toen de kerk reeds protestants was, werd een nog bestaand transept met de Heilig Kruiskapel en de Drie-eenheidskapel toegevoegd.
De huidige kerk stamt grotendeels uit de jaren 1855-1856. Het koor werd ten opzichte van de oude kerk drie meter verplaatst, zodat het na de aanbouw van een derde kerkschip in het zuiden weer op de middelas van de kerk bevond. De grote klokkentoren werd in de jaren 1887-1888 toegevoegd.
De Nicolaaskerk werd in de jaren 1965-1966 geheel gerenoveerd.

## Beschrijving
De huidige Nicolaaskerk is een drieschepige hallenkerk met een transept en een voorgeplaatste westelijke klokkentoren. De toren heeft een totale hoogte van 27,3 meter en draagt een 1,3 meter lange windhaan. Naast een uurwerk uit 1889 bevinden zich in de toren klokken en een 48-delig carillon uit de tweede helft van de jaren 1970.
De talrijke verbouwingen sinds de bouw van de kerk zijn aan het muurwerk van het gehele gebouw nog duidelijk te herkennen. Het oudste deel van de kerk is te vinden in het noordwesten van het kerkschip. Hier zijn nog de dichtgemetselde gotische ramen en de voormalige ingang voor vrouwen te zien. Ook opvallend zijn de 23 holtes in de bakstenen muur van het noordelijk transept uit circa 1630, die schedels van onbekende oorsprong bevatten. Volgens een overlevering zouden de schedels afkomstig zijn van rovers, die de omgeving van Velje onveilig maakten en in de bossen van Nørreskov werden onthoofd.
De kerk heeft geen fundament en rust direct op de ondergrond. Oorspronkelijk lag er om het gebouw een omheind kerkhof, waarvan de graven in 1839 moesten wijken voor de stratenaanleg.

## Interieur
In het gebouw werden eeuwenlang burgemeesters en oudsten met hun vrouwen bijgezet. De grafzerken werden in 1862 van de vloer gelicht en in de muur van de apsis opgesteld. In het Heilig Kruiskoor van het noordelijk dwarsschip bleef evenwel een grafmonument voor de familie van Kai de la Mare († 1703) intact. Naast de drie kisten van de stichter en zijn vrouwen bevat de kapel ook de kisten met de resten van een onbekende dode uit de 17e eeuw en het in 1835 gevonden lichaam van de vrouw van Haraldskær, die men aanvankelijk hield voor de halflegendarische Vikingenvorstin Sigrid resp. de legendarisch Noorse koningin Gunhild.
Het orgel uit 1968 bezit 31 registers en heeft een plaats gekregen boven de westelijke ingang van het kerkschip.

#### Kunstwerken
Velje was tot het begin van de industrialisatie een arme stad. Daarnaast had de kerk met name in de 16e en 17e eeuw te lijden onder brand, pest en de gevolgen van oorlog. Hierdoor bleef het aantal kunstwerken in vergelijking met andere kerken beperkt en eenvoudig. Het grootste deel dateert uit de eerste helft van de 19e eeuw en betreffen schenkingen van welgestelde burgers uit de omgeving.
Vermeldenswaardige uitzonderingen vormen het stenen doopvont uit 1625 van Nederlandse herkomst met een sokkel uit de 12e eeuw. Daarnaast is er de renaissance preekstoel uit 1576, die in de oorspronkelijk toestand werd hersteld. Echter voor alles moet het indrukwekkende altaar worden genoemd, dat in 1791 door de houtsnijder Jens Hjernøes werd vervaardigd. Het centrale paneel van het drievleugelige kunstwerk is een kopie van de Wederopstandingsscene uit de kathedraal van Bayeux in Normandië.